# 石田輝男
石田 輝男（いしだ てるお、1933年 - ）は日本の教育者ならびに工業技術者である。京都市下京区出身。

## 来歴
- 京都府立洛陽高等学校卒業。
- 大阪府立大学工業短期大学部卒業。
- 村田機械株式会社入社、機械研究室係長
- 京都工芸繊維大学（編入学）卒業
- マンチェスター大学工学部修士課程修了
- 石川県工業試験場繊維機械開発研究室長、同機械部長、次長等を歴任後、同試験場長に就任
- 金沢大学客員教授
- 金沢工業大学客員教授
- 石田技術士事務所長

## 著作
- 『ある技術者の英国留学記』
- 『最新繊機概論』
- 『ジェットルーム織布』
- 『革新繊維』
- 『クラッチでの不織布』
- 『An Introducion to Textile Technology』
- 『Modern Weaving. Theory and Practice』
- 『An Introduction to Textile Technology』